# Symploce jamaicana
Symploce jamaicana är en kackerlacksart som först beskrevs av Rehn, J. A. G. 1903.  Symploce jamaicana ingår i släktet Symploce och familjen småkackerlackor. Inga underarter finns listade i Catalogue of Life.